# Jacqueline Nemorin
Jacqueline „Jackie“ Nemorin (* in Mauritius, damals Vereinigtes Königreich) ist eine britische Sängerin, Songwriterin und Komponistin sowie Musikproduzentin. Sie arbeitete auch unter den Pseudonymen „Jackie Carter“ und „Né-Mo-Rin“.

## Leben
Jacqueline Nemorin wurde als Tochter eines Pianisten und einer Tänzerin geboren und kam mit ihren Eltern nach London. Mitte der 1970er Jahre ging sie nach Deutschland, wo sie sich das Künstlerpseudonym Jackie Carter zulegte.
Als Mitglied des Veit Marvos Red Point Orchestra von 1972 bis 1974 stand sie seinerzeit zusammen mit der noch unbekannten Donna Summer auf der Bühne. Zudem begann sie als Gast- und Studiosängerin für verschiedene Interpreten zu arbeiten. 1975 sang sie in Michael Kunzes und Sylvester Levays Disco-Formation Silver Convention. Als sie eine Solo-Karriere anvisierte, wurde sie durch Penny McLean ersetzt. Frank Diez, mit dem sie auch verheiratet war, produzierte ihre Solo-Alben Treat Me Like a Woman (1976) und Ruby Shoes (1979) sowie einige Singles. 1977 sang sie in der Rolle der „Gertrud Stauffacher“ in Christian Beat Hirts Musical Tell! über Wilhelm Tell, zu dem auch ein Soundtrack erschien. Beteiligt waren auch Jürgen Drews, Alexis Korner, Su Kramer, Udo Lindenberg und Romy Haag. Sie war 1980 Backgroundsängerin in Eric Burdons Band Fire Department und wirkte bei Produktionen von Johnny Tame mit.
Zusammen mit Klaus Schultze und Georg Geuter schrieb sie erstmals Filmmusik zu Wolfgang Dobrowolnys Dokumentarfilm Ashram in Poona, der 1981 erschien. 1985 wurde sie zusammen mit Freya Wippich, der Ehefrau Bernd Wippichs, Mitglied des Quartetts The Hornettes, das sie 1993 zugunsten einer Karriere als Songwriterin und Komponistin verließ. 1987 wurde die Ehe mit Frank Diez geschieden.
Um 1990 traf Nemorin auf Toby Gad, mit dem sie eine musikalische und private Beziehung einging. Sie arbeitet seitdem unter ihrem richtigen Namen sowie dem Pseudonym Né-Mo-Rin. Ihre weiteren Künstlernamen legte sie ab. Zusammen mit Toby Gad begann sie Songs zu schreiben und zu produzieren und ging mit ihm nach New York. Um das Jahr 2000 zog Jacqueline Nemorin zurück nach München, wo sie mit Frankie Chinasky zusammenarbeitete. Seit 2012 lebt sie wieder in London.
Jacqueline Nemorin ist Mutter einer Tochter, die ebenfalls in London lebt. Mit ihr zusammen war sie 2002 in einem Feature in der Zeitschrift Bunte zu sehen. Ihr Neffe ist der Musicaldarsteller Zak Nemorin.

## Diskografie
(hier nur Solo-Veröffentlichungen als Interpretin)
Alben
- 1976: Treat Me Like a Woman (als Jackie Carter; Atlantic)
- 1979: Ruby Shoes (als Jackie Carter; Global Records & Tapes)
- 1992: Creole Dance (als Nemorin; MCI)
- 1995: Mission of Love (als Nemorin; Electrola)

Singles
- 1976: Treat Me Like a Woman (als Jackie Carter; Big Tree / Atlantic / Hispavox)
- 1976: Just Like Lightning (als Jackie Carter; Atlantic)
- 1977: Unsere Welt will immer nur Gewinner sehen (als Jackie Carter; Telefunken)
- 1978: You Keep Me Hangin’ On (als Jackie Carter; RCA Victor)
- 1978: Paint It Black (als Jackie Carter; Big Mouth)
- 1979: Stay for the Night (als Jackie Carter; auch Maxi-Single; Global Records & Tapes)
- 1985: Heat of the Night (als Jackie Carter; F1 Team)
- 1988: A Ci Lelao (als Nemorin; auch Maxi-Single; Metronome / MCI (1993))
- 1993: It Feels Good to Be Loved (als Nemorin; auch Maxi-Single; MCI / BMG)
- 1994: Mission of Love (als Nemorin; auch Maxi-Single; EMI)
- 1995: Boat on the River (als Nemorin; EMI)

Kompilationen
- 1976: Treat Me Like a Woman zum ARD-Video The Story Of Musikladen (als Jackie Carter; Sendung 25 vom 6. März 1976)
- 1977: Unsere Welt will immer nur Gewinner sehen zum Soundtrack des Musicals Tell! (als Jackie Carter; Telefunken)
- 1978: Paint It Black auf Dance, Mama, Dance (als Jackie Carter; Split-Single mit Midnight Special und Edmundo Carter; Big Mouth)

## Kompositionen (Auswahl)
Soundtrackbeiträge
- 1994: Mission of Love und Dream On zum Soundtrack von Die unendliche Geschichte 3 – Rettung aus Phantásien
- 2002: Happy zum Soundtrack von Die Abenteuer der Familie Stachelbeere
- 2013: Broken Glass zum Soundtrack von Ohne Gnade!

Filmmusik
- 1981: Ashram in Poona (Dokumentarfilm; Regie: Wolfgang Dobrowolny)
- 1995: Stirb für mich (Fernsehfilm; Regie: Michael Gutmann)
- 1997: Moritz Kowalsky – Der Schatz des Akulazepti (TV-Episode; Regie: Alfred Deutsch)
- 1997: Moritz Kowalsky – Zwei Freunde (TV-Episode; Regie: Alfred Deutsch)
- 1999: Hot Dogs: Wau – wir sind reich! (Zeichentrickfilm; Regie: Michael Schoemann)